# Krug (missile)

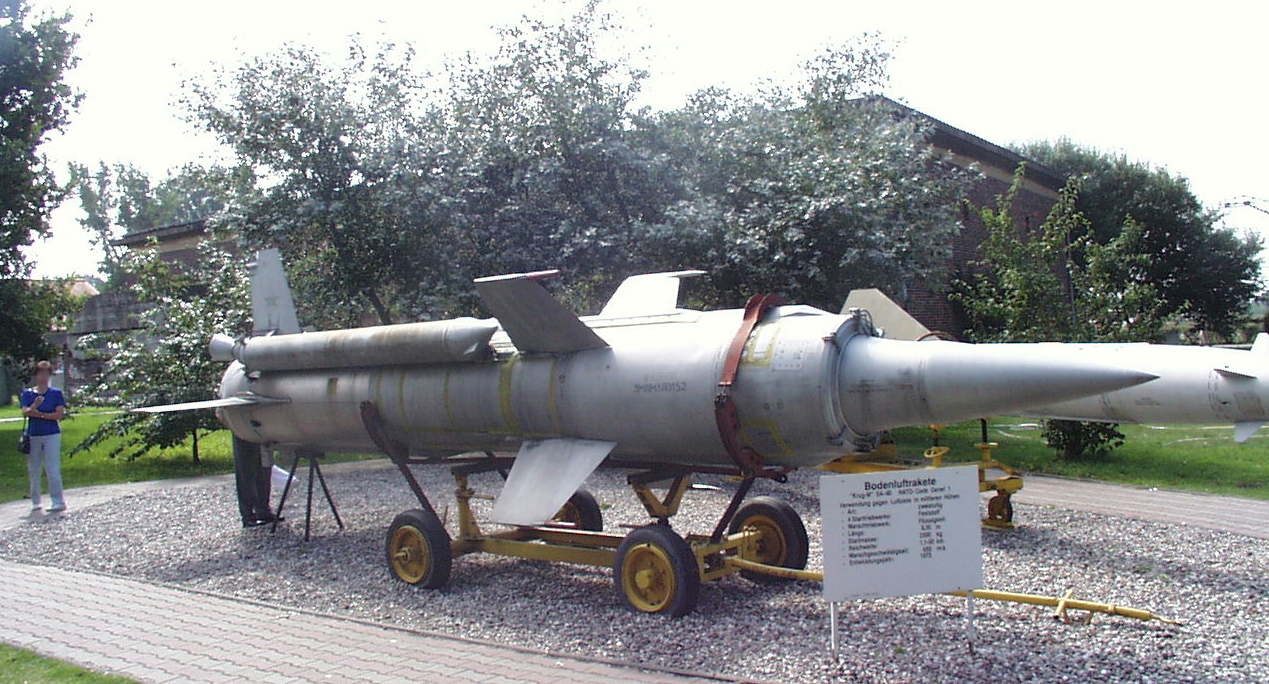
Un Ganef

Il 2K11 Krug (nome in codice NATO: SA-4 Ganef) è un sistema di difesa aerea a lungo raggio di fabbricazione sovietica entrato in servizio nel 1964, nei ranghi delle forze armate sovietiche.
Mai impiegato in combattimento, il veicolo lanciatore è armato con due missili dotati di statoreattore e razzi ausiliari.
Il veicolo di lancio(designato 2P24), era inizialmente basato sullo scafo cingolato del mezzo posamine GMZ, in seguito sostituito con quello del 2S3. Il veicolo di lancio disponeva anche di protezione NBC e di apparati per la visione notturna.
Il SA-4 è in servizio anche negli eserciti turkmeno, nord-coreano, armeno ed azero.